# 同本體論
同本體論（homoousios），也稱為同本質論，基督教術語，主要用於三位一體神學中，用來解釋耶穌與上帝之間的關係。這個字由古希臘語：（homós，意為相同的），與古希臘語：（ousía，意為本質，本體或存在）組成，尼西亞信經中，稱耶穌與上帝是homooúsios（同性同體、本體相同、同一本質、同一屬性），意思是，他們在本質上完全相同，與上帝是相等的。在第一次尼西亞會議中，基督教會接受這個解釋，用來澄清耶穌與上帝的神性。拉丁神學中，將它譯為同質論（拉丁語：consubstantialis）。

## 歷史
這個希臘文單字，在新約聖經中並沒有出現，但在基督教歷史上出現的時間很早，最早使用這個字的是諾斯底教派。